# Ernst Friedrich Meurer
Ernst Friedrich Meurer (* 20. September 1660 in Tennstedt; † 24. März 1722 in Vehra) war ein deutscher Beamter und Jurist. Er war königlich-polnischer und kursächsischer Rat und Oberamtmann im Thüringer Kreis mit Sitz in Tennstedt sowie ab 1713 Rittergutsbesitzer in Vehra und Henschleben.

## Leben
Ernst Friedrich Meurer wurde am 20. September 1660 zu Tennstedt als ältester Sohn von insgesamt zehn Kindern von „Christian Friedrich Meurer (1625–1695), Erb- und Gerichtsherr auf Lützen-Sömmern, Trebnitz und Lauterbach und Churfürstl. Durchl. zu Sachsen Hochwohlbestallter Creyß-Amtmann in Thüringen und zu Tännstädt“ geboren. Seine Mutter war Marie Justine, geborene Pfretzschner, die fünfte Tochter des kursächsischen Justizrates Nicolai Pfretzschner, der Erb- und Gerichtsherr auf Troschenreuth, Oelsen, Schwand, Oberschaar und Trebnitz war.
Als Abkömmling einer Familie, aus der über Jahrzehnte bedeutende Rechtsgelehrte und evangelische Geistliche hervorgegangen waren, wie sein Großvater väterlicherseits, der Churfürstl. Sächs. Amtsverwalter zu Planitz, Andreas Meurer (1592–1646), oder auch dessen Vater, des „Rechts-Wohlgelahrten Herrn Andreas Meurer, Bürgermeister zu Stollberg“, war die berufliche Entwicklung Ernst Friedrich Meurers vorgezeichnet.
Bereits im März 1678 verteidigte er an der Universität Jena seine Doktorarbeit mit dem Titel Mediator bei Philipp Müller. Die Bedeutung dieser Dissertation für die Geschichte der Mediation wird behandelt bei Renate Dendorfer und Josef Duss-von Werdt. 1683 trat Meurer bei einer Disputation in einem öffentlichen Wortkampf zu einer These unter Gelehrten als Respondent an der Universität Wittenberg in Erscheinung. Er war als promovierter Jurist tätig. Als sein Vater Christian Friedrich Meurer, nachdem dieser 36 Jahre als Kreisamtmann tätig war, im Jahre 1692 aus gesundheitlichen Gründen den Kurfürsten Johann Georg IV. um Entlassung aus seinem Amt bat, war „damals allbereit Sein ältester Sohn auf sein unterthäniges Bitten als Vice-Creys-Amtmann adjungiret“. Nach einer Jahresfrist wurde dem Vater im Oktober 1693 die Dimission vom Kurfürsten erteilt, und sein Sohn, Ernst Friedrich Meurer, übernahm das Amt eines Kreis-Amtmannes zu Thüringen und Tennstedt.
Zum Michaelismarkt 1713 kaufte er in Leipzig von Johann Friedrich von Stammer dessen ererbtes Rittergut Vehra mit Henschleben.
Als Meurer 1722 starb, hielt Johann Christoph Ernesti die Leichenpredigt.
Verheiratet war Meurer in erster Ehe mit Johanna Catharina geb. Albert († 26. Oktober 1705), Tochter des finanzstarken Bürgermeisters Martin Albert aus Freiberg. In zweiter Ehe heiratete er Anna Maria Zeumer, die Schwester des Stiftkanzlers Johann Christoph Zeumer (1685–1747). Nach dem Tod ihres Ehemannes erwarb sie auf einer Versteigerung 1728 von dem in zwei Rittergüter zerfallenen Besitz des Rittergutes Tunzenhausen das zweite Gut als Alterssitz für sich. Dort verstarb sie am 9. Juni 1749.
Ernst Friedrich Meurer hinterließ einen Sohn und zwei Töchter. Sein Sohn aus erster Ehe, Adolph Friedrich Meurer (* 1708 Tennstedt, † 1731 Mühlhausen) wurde nach dem Tod des Vaters Erbherr auf Vehra und Henschleben und heiratete 1730 Catharina Victoria, geb. Lutteroth (* 1711 Langensalza, † 1731 Mühlhausen), eine Cousine des Dichters Friedrich Gottlieb Klopstock. Ihre gemeinsame einzige Tochter, Ernestine Friederike Meurer (1731–1757), heiratete 1750 Friedrich Wilhelm von Selchow (1722–1789) und brachte die ererbten Rittergüter Vehra, Henschleben und Branderode mit in die Ehe. Da der Stiftskanzler Johann Christoph Zeumer Mitbelehnter an den Rittergütern Vehra und Henschleben seines gewesenen Schwiegervaters Ernst Friedrich Meurer war, kam es zu einem Rechtsstreit wegen geliehenem Kapital zwischen den Parteien Zeumer und von Selchow, der noch über den Tod der Nichte hinaus mit ihren Erben weitergeführt wurde.
Ebenfalls aus erster Ehe Meurers entstammte seine Tochter Charlotte Friederike (1696–1721). Sie verheiratete sich um 1716 mit dem Stiftskanzler Johann Christoph Zeumer. In dieser Ehe wurden der spätere Hofrat Johann Friedrich Zeumer (1717–1774) und Elisabeth Charlotte († 1740) geboren. Aus der zweiten Ehe Meurers mit Anna Maria, geb. Zeumer, stammten die Töchter Louyse Friederice (* 1710) und Christiana Friederica Meurer (1713–1774), die nach dem Tod der Mutter den  mütterlichen Rittergutsbesitz von Tunzenhausen erbte und damit Besitzerin des zweiten Gutes zu Tunzenhausen wurde. Im Jahr 1732 ging sie mit dem Fürstl. Mansfeldischen Hof- und Bergrat und späteren Kanzleidirektor in Eisleben, Johann Christoph Schmidt (1704–1781), die Ehe ein. Aus dieser Ehe gingen die Söhne Gottlob Friedrich (späterer Dr. jur.) und Heinrich Wilhelm hervor sowie die Töchter Elisabeth Friederike (1740–1812), verheiratete von Voigt, und Johanna Louise (* 13. Oktober 1743, † 23. Mai 1824), verheiratete Wenck. Nachdem Christiana Friederica Schmidt, geb. Meurer, im Jahre 1774 verstorben war, trat ihr Ehemann Johann Christoph Schmidt in die Erbfolge ein. Dadurch wurde er als Ehemann der Cousine des Hofrates Johann Friedrich Zeumer, nach dessen Tod 1774 einer seiner drei Universalerben und erhielt das Rittergut Schönefeld sowie den dritten Teil des vom Kurfürsten privilegierten Messingwerkes Niederauerbach. Nach dem Ableben des Johann Christoph Schmidt 1781 ging dieser Besitz, der vom gewesenen Erblasser Johann Friedrich Zeumer in seinem Testament von 1774 in Form eines Fideikommiss einer unveräußerlichen Erbfolge unterlag, an Johann Christoph Schmidts Sohn, Gottlob Friedrich Schmidt. Dieser verkaufte es 1783 an seine Schwester Johanna Louise, verheiratete Wenck, und von dieser ging der Besitz 1784 an den Herzogl. Sächs.-Gothaischen Hofadvokaten Johann Benjamin Zschackwitz über, der es 1788 an Caroline Wilhelmine von Einsiedel verkaufte. Das Gut Tunzenhausen ging 1784 in den Besitz von Johann Christoph Schmidts Tochter Elisabeth Friederike von Voigt, geb. Schmidt, über.

## Werk
- Mediator. Bauhofer, Jena 1678. Dissertation, Universität Jena. (Digitalisat der SLUB Dresden; weiteres Digitalisat von  Google Bücher).

## Weiterführende Literatur
- Renate Schönfuß: Das Erbe des Churfürstlich Sächsischen Hof- und Justizraten Johann Friedrich Zeumer (1717-1774); in: Altenburger Geschichts- und Hauskalender 2015. E. Reinhold Verlag, Altenburg 2014, ISBN 978-3-9575-5004-0. OCLC 898076898